# Société des tramways algériens

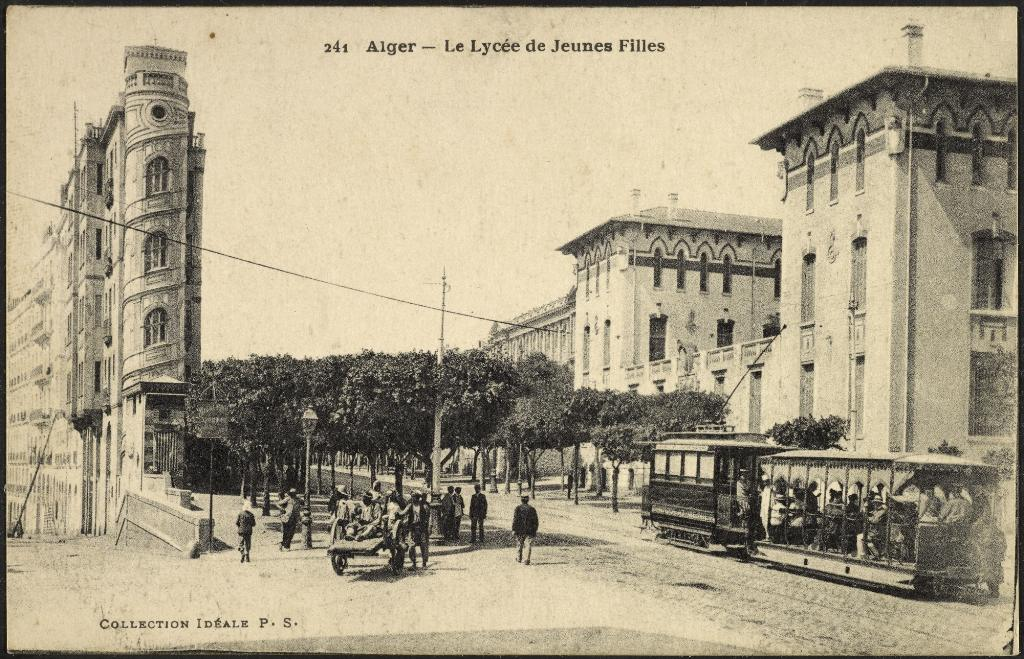
Une motrice de la compagnie TA tractant une remorque ouverte

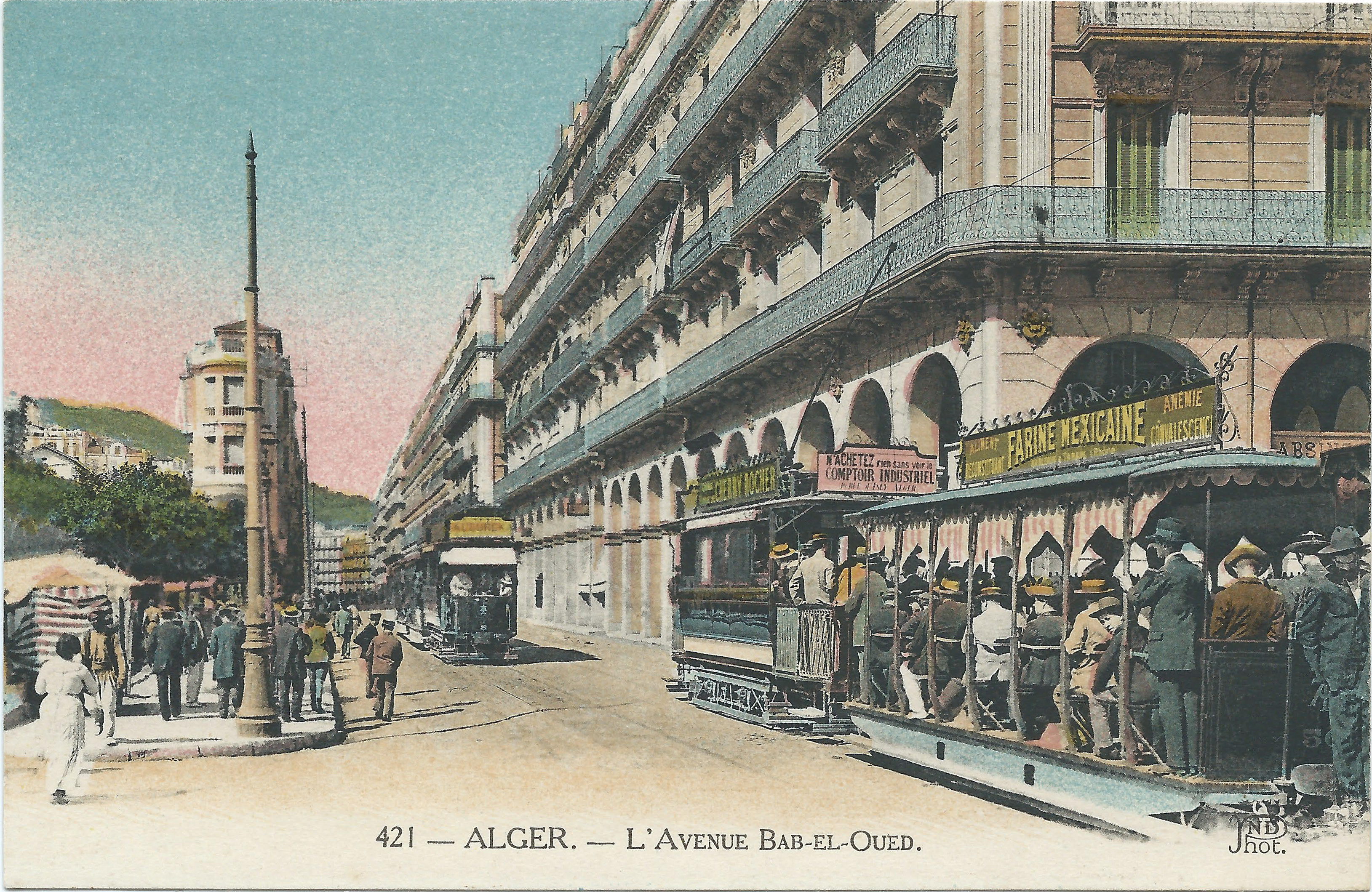
Un tramway tractant une baladeuse (voiture ouverte) dans l'avenue de Bab-el-Oued

La Société des tramways algériens (TA) est créée en 1896 pour construire et exploiter à Alger, un réseau de tramways urbains électriques. Le siège de la société se trouve 165 boulevard Haussmann à Paris.
Cette société est une filiale de la  Compagnie française pour l'exploitation des procédés Thomson-Houston qui a obtenu la concession du réseau 
Ce réseau est déclaré d'utilité publique le 13 janvier 1897. La longueur est de 5,6 km. L'écartement entre les rails était de 1055 mm. 

## Les lignes
- Hôpital du Dey - Opéra - Colonne Voirol (7,3km) : ouverture le 14 avril 1898
- Opéra - Boulevard Bru (1,579km)[3] : ouverture en février 1903[4]